# Schulitz Architekten
Schulitz Architekten ist ein Architekturbüro in Braunschweig.

## Geschichte

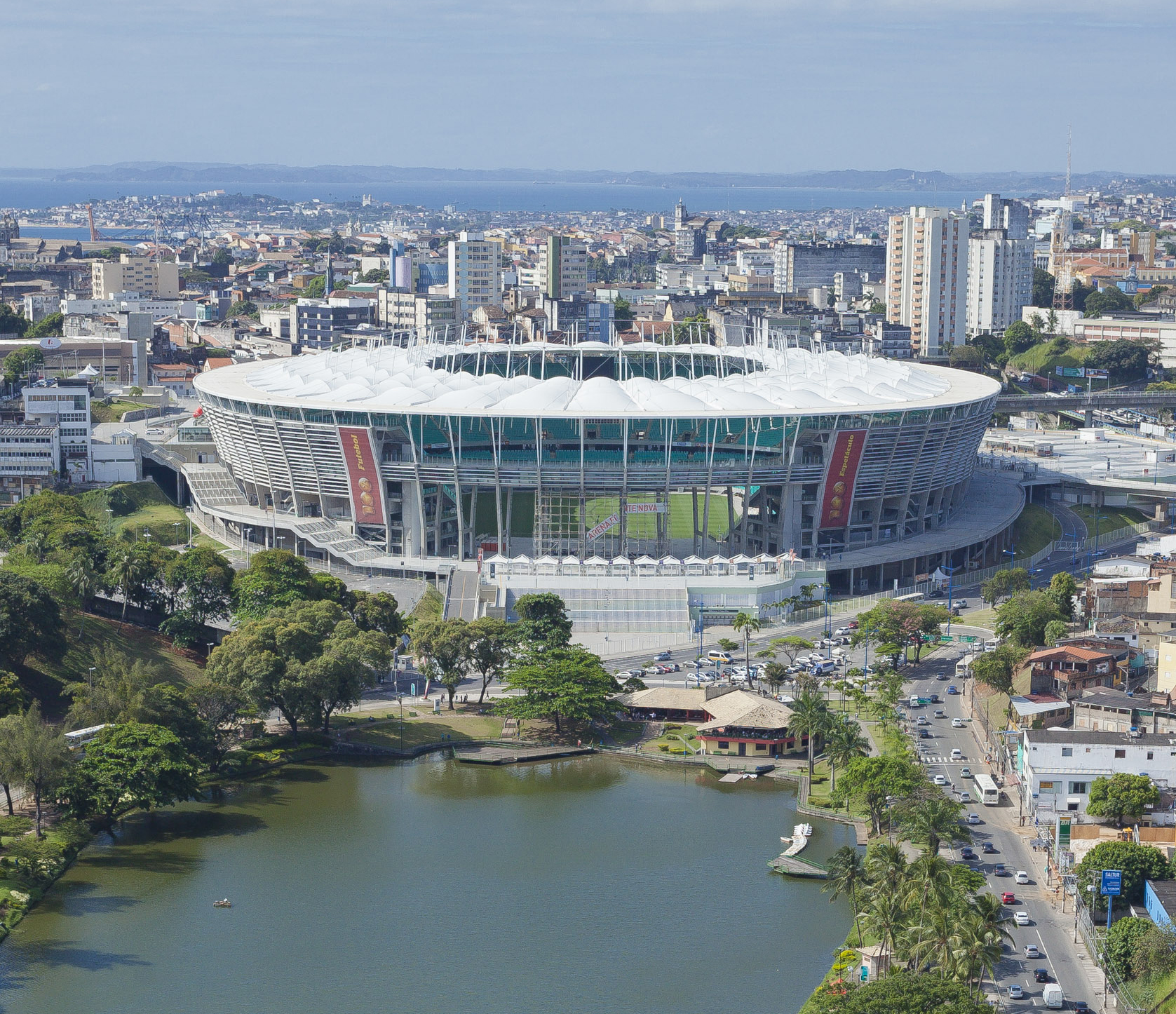
Arena Fonte Nova

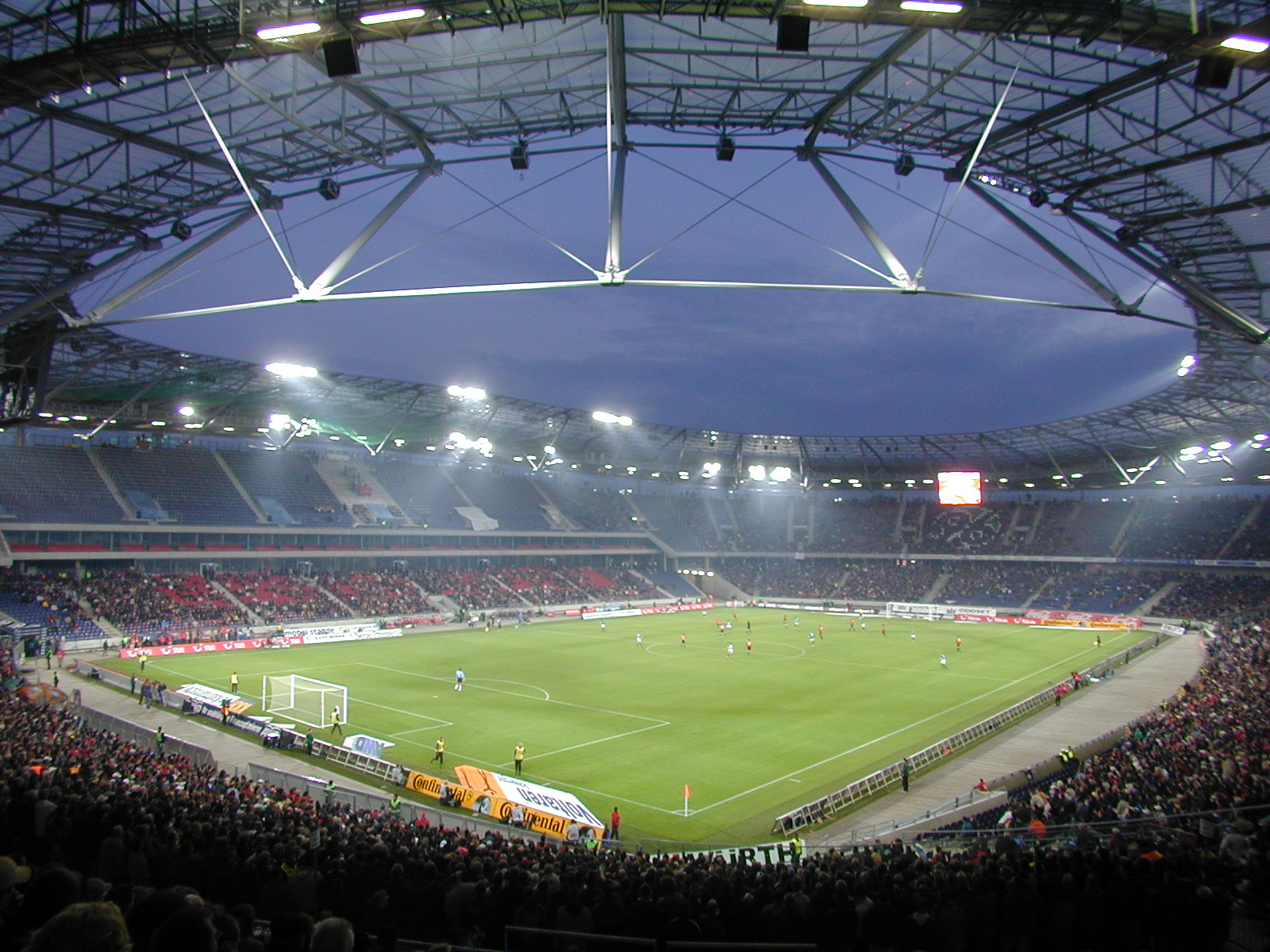
HDI Arena, WM Stadion 2006

Das Büro wurde 1974 von Helmut C. Schulitz in Los Angeles, USA gegründet und hat seit 1983 seinen Hauptsitz in Braunschweig, Deutschland. Im Jahre 2012 waren rund 20 Mitarbeiter im Büro beschäftigt. Die ausgeführten Projekte des Büros reichen vom Einfamilienhaus über Industrie- und Verwaltungsgebäude bis zu Sportstätten. Neben nationalen Sportstätten wie dem Eintracht-Stadion Braunschweig, der AWD-Arena Hannover und dem Lentpark in Köln baute das Büro zur Fußball-WM 2014 in Salvador da Bahia die Arena Fonte Nova. Ausgezeichnet wurden unter anderem das DATEV-Center Höfen, der Skywalk (Hannover) sowie der neue Aufzug zur Festung Königstein.

## Preise (Auswahl)
- 1977: Preis des American Institute of Architects SCAIA
- 1987 Peter-Joseph-Krahe-Preis der Stadt Braunschweig (auch 1999)
- 1988: BDA-Preis Niedersachsen (auch 1991, 1994, 1997 und 2000)
- 1992: Architekturpreis der WestHyp-Stiftung (auch 1996)
- 1995: Deutscher Architekturpreis
- 1996: Constructec-Preis, Europäischer Preis für Industriearchitektur
- 1997: MSH-Preis für Architektur, ausgelobt von Vallourec & Mannesmann Tubes
- 1998: Preis des Deutschen Stahlbaues
- 1999: DuPont Benedictus Award für innovativen Glasbau
- 1999: 1. Preis – Verzinkerpreis für Architektur und Metallgestaltung für Skywalk auf der Expo 2000 Hannover
- 2004: Architekturpreis der Stadt Nürnberg, Datev Nürnberg
- 2005: 3. Preis – Verzinkerpreis für Architektur und Metallgestaltung für AWD-Arena, Hannover
- 2006: Ingenieurbaupreis 2006, Dachtragwerk AWD-Arena, German Steel Design Award, AWD-Arena Hannover und Renault Traffic Award, Aufzug Festung Königstein
- 2007: IOC/IAKS Award 2007 für die AWD-Arena
- 2013: Arena Fonte Nova, IOC/IAKS Award für Lentpark
- 2013: 2. Preis – Verzinkerpreis für Architektur und Metallgestaltung für Busbahnhof, Haldensleben
- 2015: IOC/IAKS Award 2015 Silver Arena Fonte Nova, The Global Galvanizing Award für ZOB Haldensleben
- 2018: Preis des Deutschen Stahlbaues für Wohnhäuser an der Alster